# Monte Osorno
Monte Osorno är ett berg i Antarktis. Det ligger i Sydshetlandsöarna. Argentina, Chile och Storbritannien gör anspråk på området. Toppen på Monte Osorno är 118 meter över havet.
Terrängen runt Monte Osorno är kuperad söderut, men norrut är den platt. Havet är nära Monte Osorno åt nordost. Trakten är glest befolkad. Närmaste befolkade plats är Maldonado Station, 3,5 km nordost om Osorno. 